# Ravine Blanche (Quartier)
Ravine Blanche ist ein Stadtteil (quartier) der Stadt Saint-Pierre in La Réunion. Das Viertel liegt westlich des Centre-ville und hat mit ca. 7.000 Einwohnern die höchste Bevölkerungsdichte.

## Geographie
Das Stadtviertel liegt im Westen von Saint-Pierre zwischen der Route Nationale 3 im Norden und der Küste im Süden. Im Westen verläuft der namengebende Fiumara, der am Pointe de la Ravine Blanche ins Meer mündet. Nach Osten schließt sich das Viertel Casabona an. In dem Viertel wurden in den 70er Jahren Sozialwohnungen mit jeweils 6 Stockwerken erbaut. Damit gehörte das Viertel zu einem von fünf in La Réunion, die von einem Projekt der Agence nationale pour la rénovation urbaine (ANRU) profitierten. Es wurden 400 neue Wohnungen gebaut, ein Stadtpark mit 2 ha, ein neues Schulzentrum und eine Linie des Nahverkehrs (TCSP). Außerdem wurden 852 Wohnungen renoviert und ein Pflegeheim (EHPAD – établissement d’hébergement pour personnes âgées dépendantes) gebaut. Im Viertel gibt es heute auch mehrere Sportplätze, eine Kirche und zwei tamilische Hindutempel.

## Hintergrund
Sechs Stadtviertel von Saint-Pierre gehörten zu den Nutznießern eines contrat urbain de cohésion sociale in dem die minderbemittelten Viertel, allen voran Ravine Blanche, aufgewertet wurden. 120 Mio. Euro wurden eingesetzt um Ravine Blanche zu erneuern. Neben Ravine Blanche wurden Ravine des Cabris, Bois d'Olives, Basse-Terre/Joli Fond, Grands Bois, Terre-Sainte und Pierrefonds begünstigt.

## Galerie

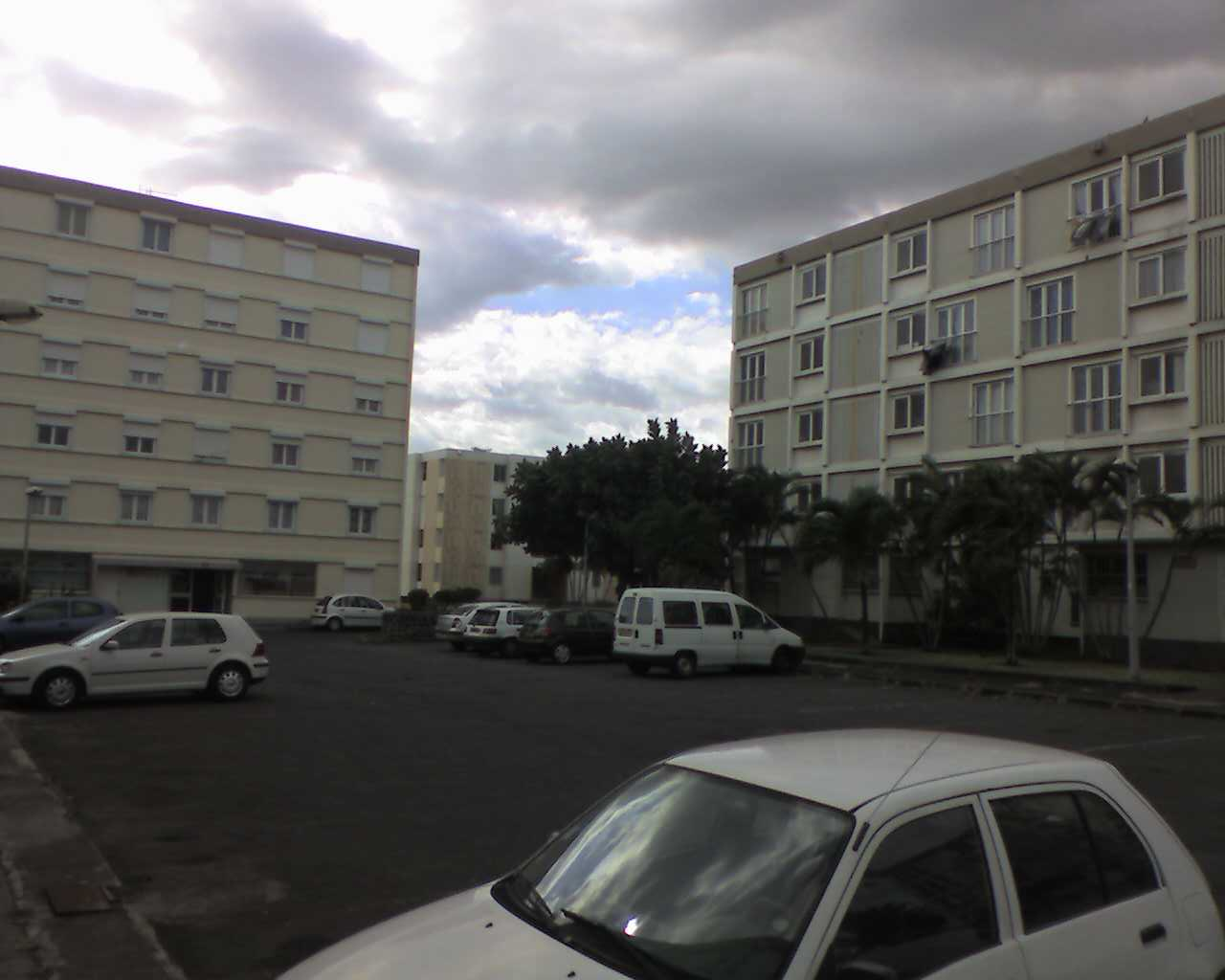
Sozialwohnungsbauten vor dem Projekt des ANRU
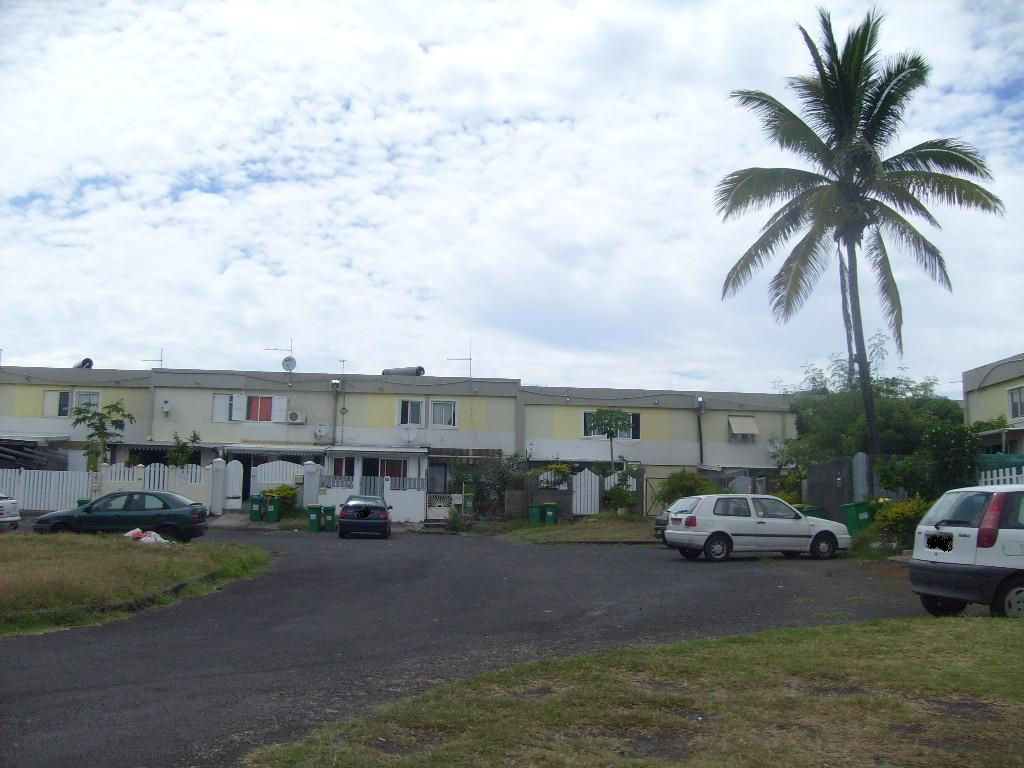
Sozialwohnungsbauten in Reihe
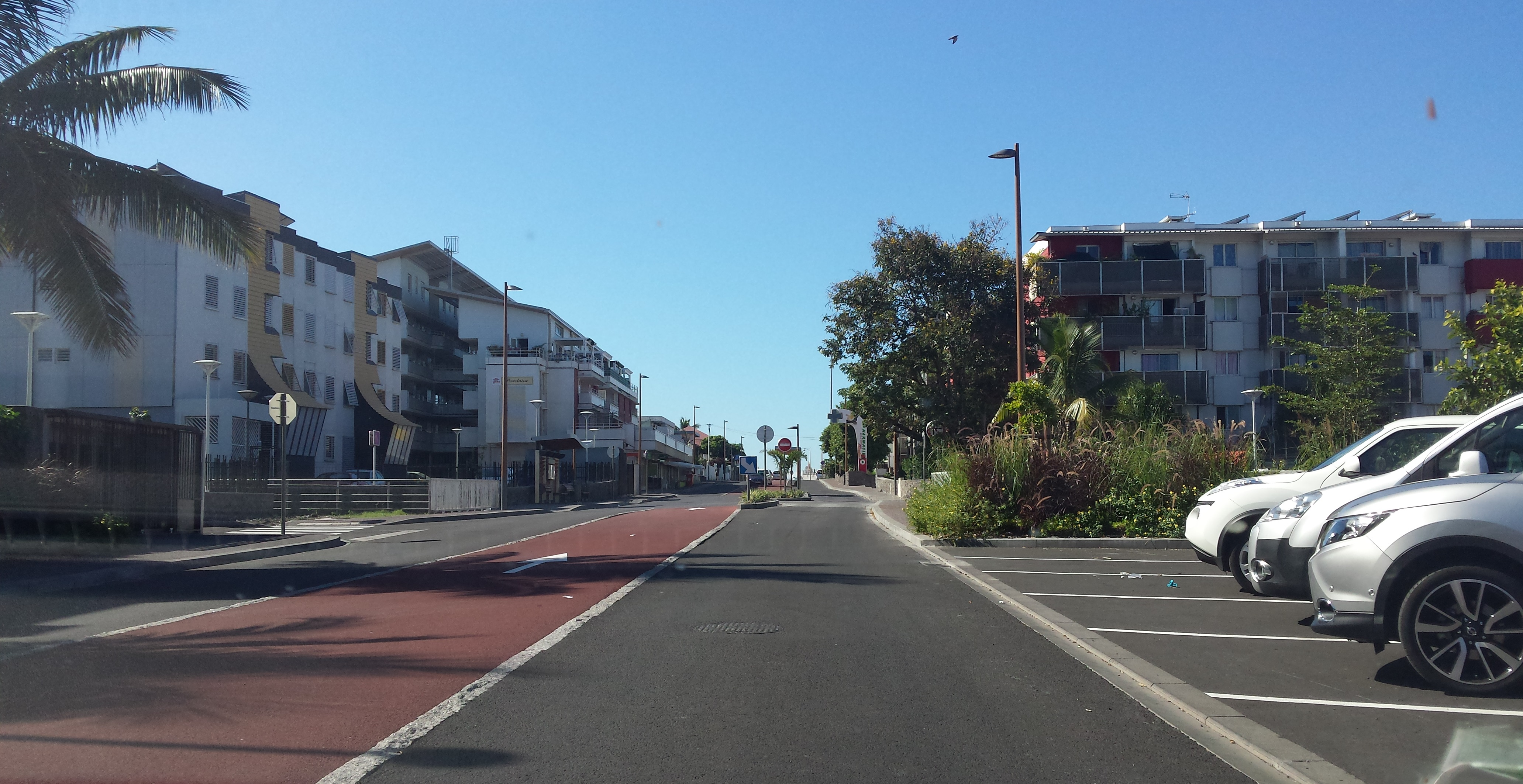
Sozialwohnungsbauten
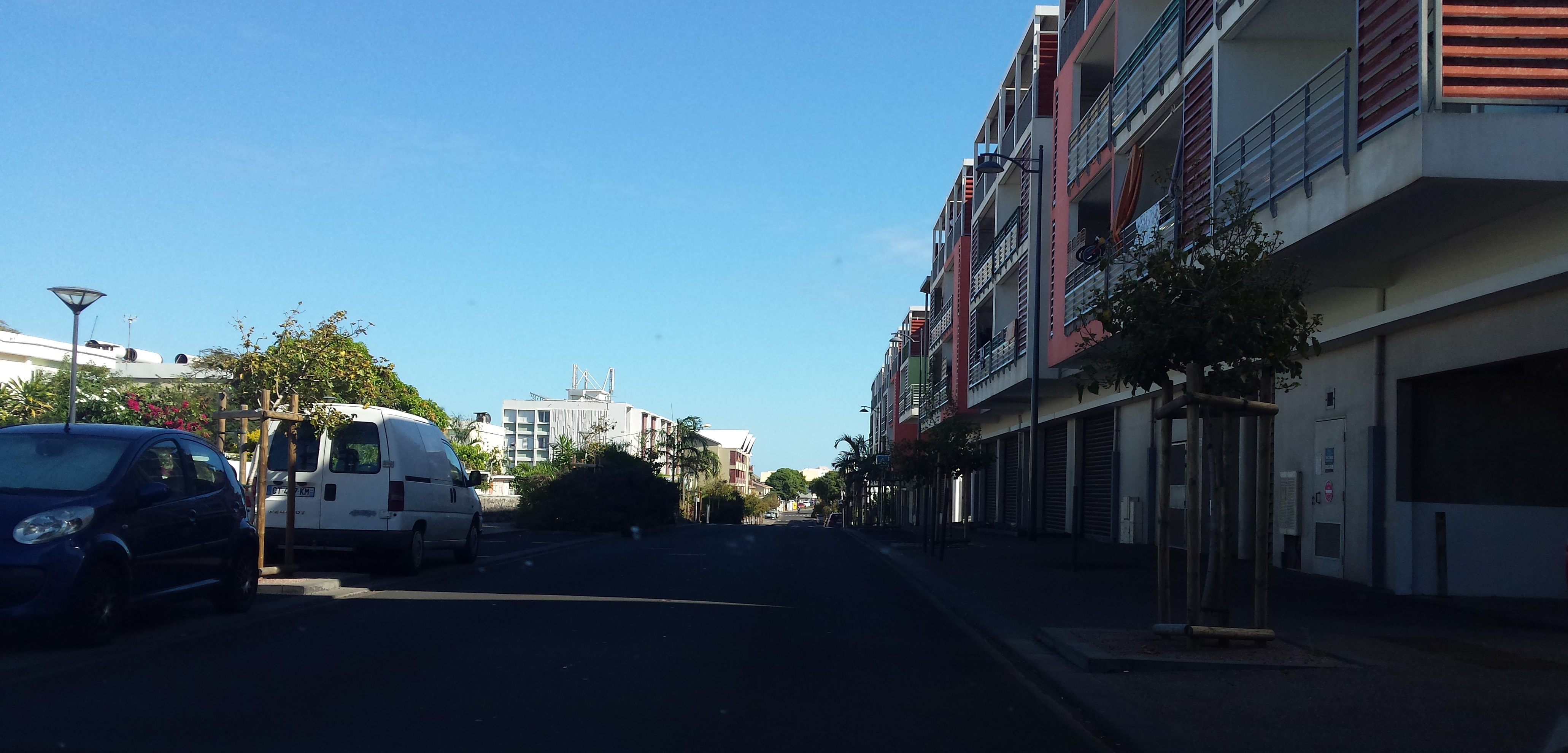
Sozialwohnungsbauten
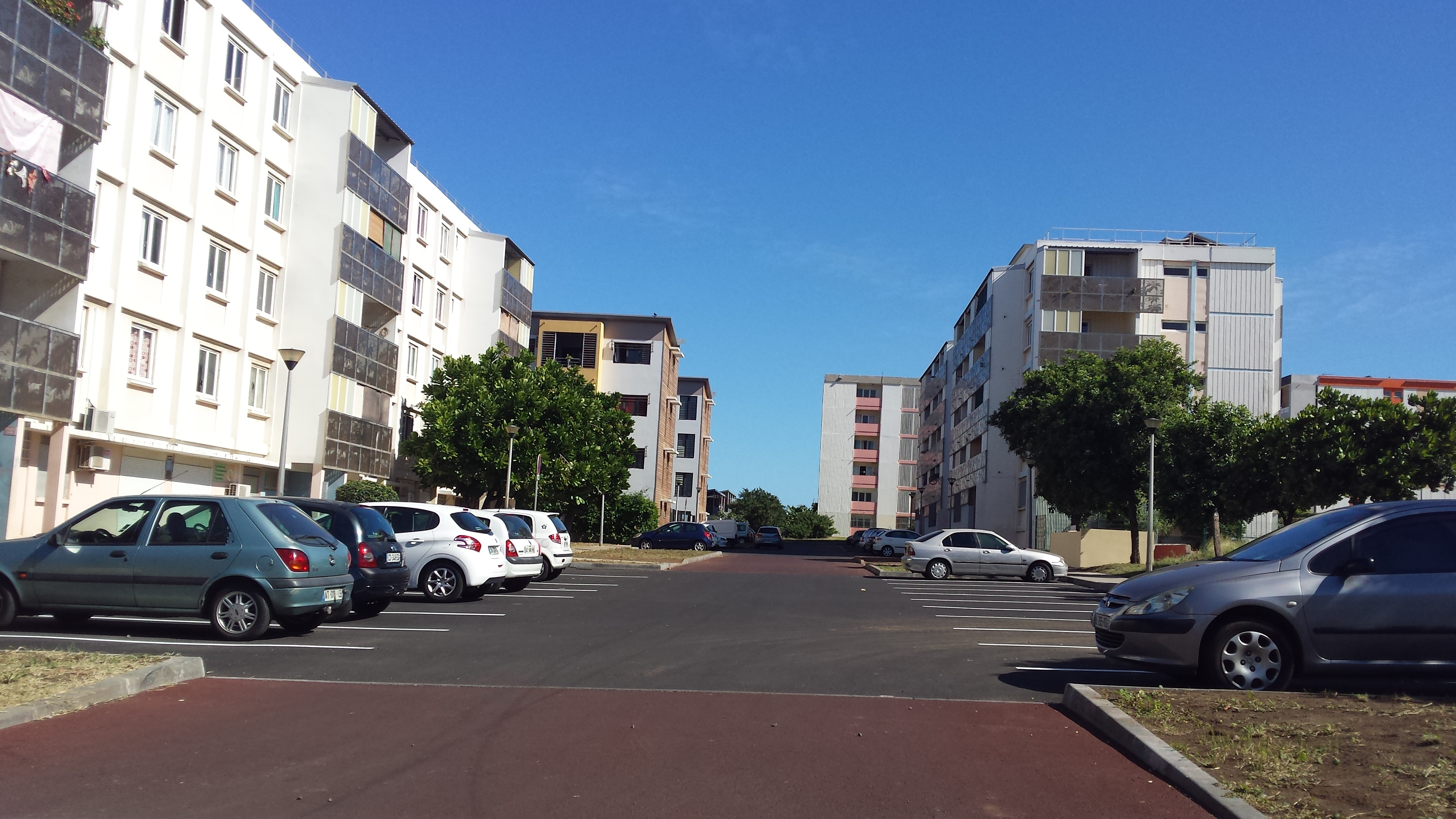
Sozialwohnungsbauten